# Kathedrale von Huesca

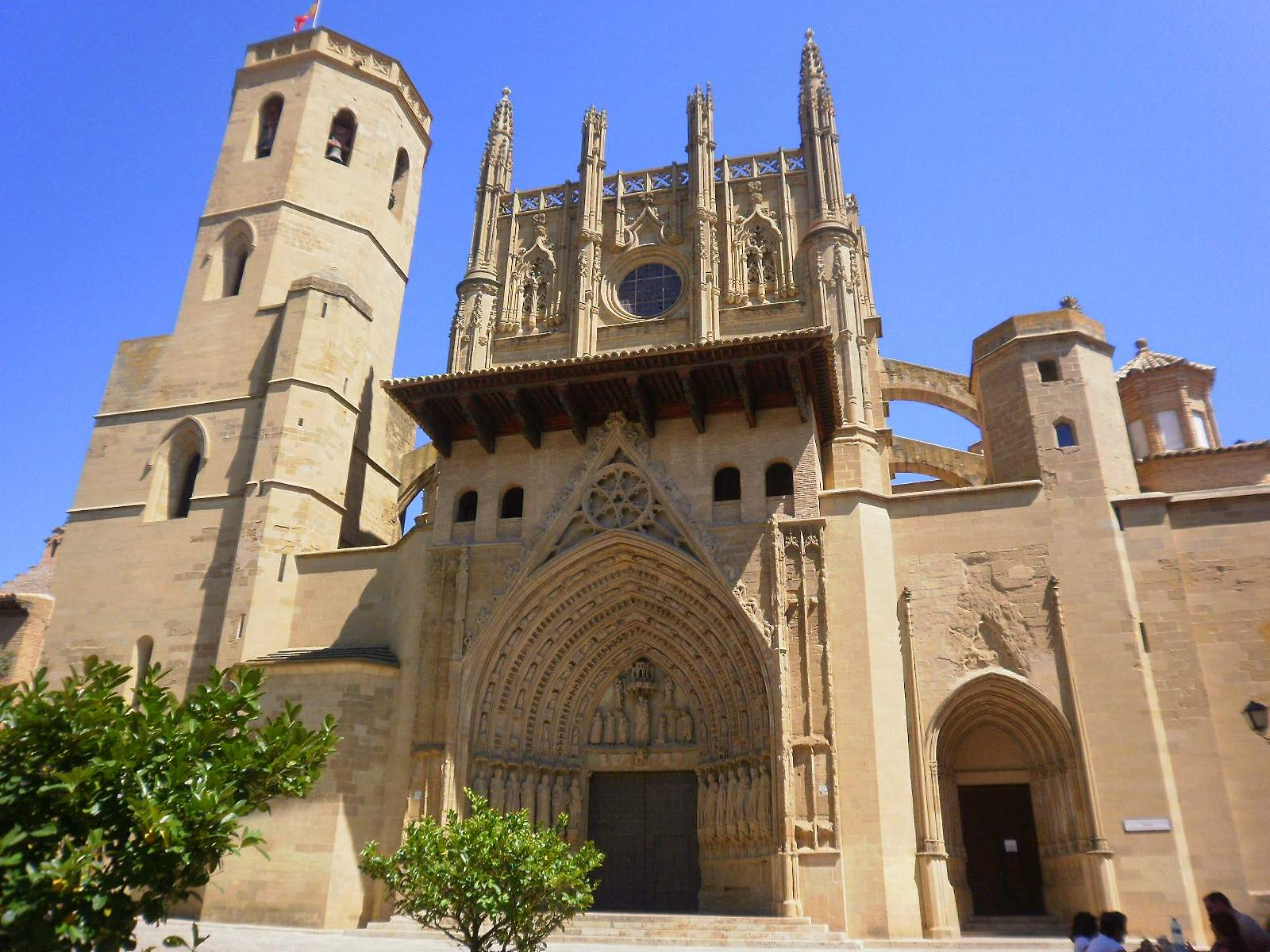
Kathedrale von Huesca – Fassade

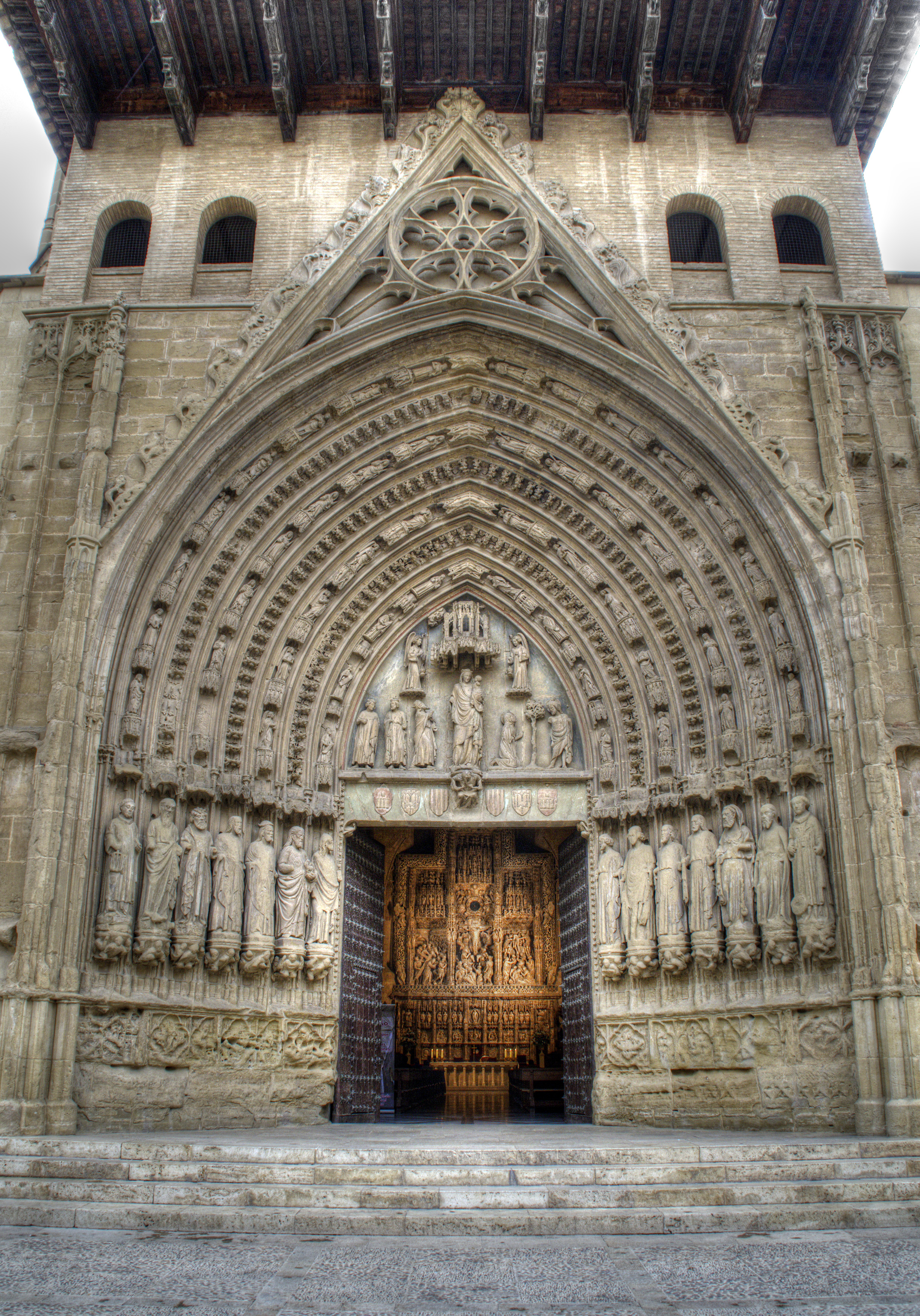
Hauptportal

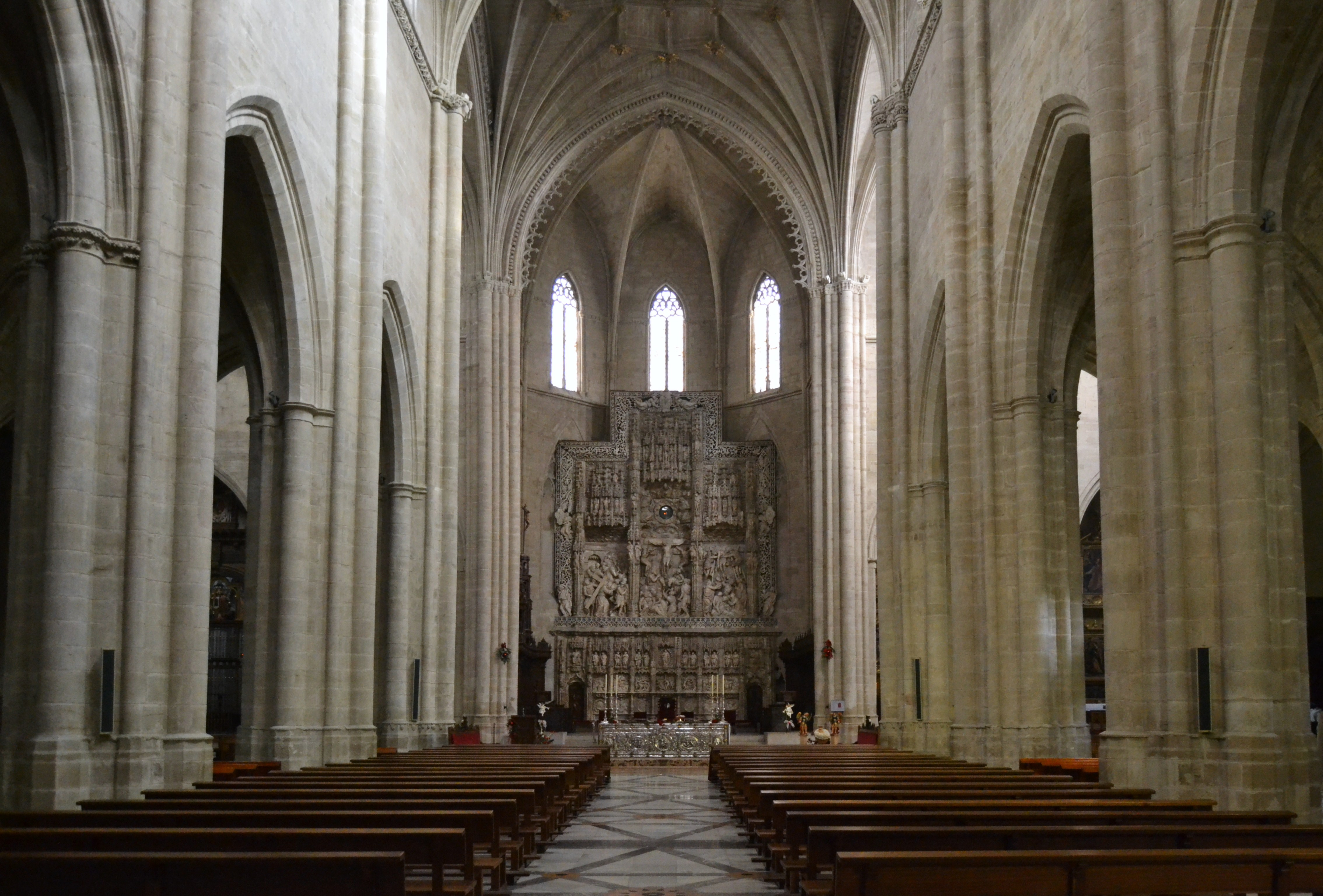
Langhaus und Mittelapsis

Die der Verklärung Christi (spanisch Transfiguración del Señor) geweihte Kathedrale von Huesca ist eine im Stil der Gotik erbaute Bischofskirche des Bistums Huesca in der nordspanischen Stadt Huesca in der Autonomen Gemeinschaft Aragonien. Sie ist seit dem Jahr 1931 als Kulturdenkmal (Bien de Interés Cultural) anerkannt.

## Geschichte
Nach der Rückeroberung der Stadt Huesca durch König Peter I. von Aragón im Jahr 1096 wurde zunächst die islamische Moschee als Bischofskirche genutzt. Im 12. Jahrhundert entstand unmittelbar daneben eine romanische Bischofskirche, von der nur noch ein Portal im Kreuzgang (claustro) und drei Säulen erhalten sind. Unter der Regierung von König Jakob I. entschloss man sich im Jahr 1273 zum Neubau der Kathedrale, deren Grundstein jedoch erst im Jahr 1294 gelegt wurde. Der fünf-apsidiale Chor war bis zum Jahr 1308 fertiggestellt; auch das Hauptportal und die Seitenschiffe mit ihren Kapellen waren zu diesem Zeitpunkt bereits vollendet. Die Fertigstellung der Vierung sowie der Mittelschiffs- und Querschiffsgewölbe dauerte allerdings noch bis zum Jahr 1511. Der bereits im Jahr 1437 fertiggestellte, unten quadratische, oben achteckige Glockenturm (campanario) verlor beim Beschuss durch die Truppen General Francos im Jahr 1937 seinen spätmittelalterlichen Spitzhelm.

## Architektur
Das Tympanon des Hauptportals zeigt eine Muttergottesfigur mit den an ihrer rechten Seite stehenden Hl. drei Königen; deshalb und aus Traditionsgründen wird die Kathedrale häufig auch als „Marienkirche“ bezeichnet. Die von ihr aus gesehene linke Seite enthalt eine Noli-me-tangere-Szene. In den Portalgewänden befinden sich hauptsächlich Apostelfiguren. Über dem Portal kragt – ungewöhnlicherweise – ein von langen Konsolbalken getragenes und beschnitztes hölzernes Vordach nach außen vor; darüber befindet sich ein steinerner rechteckiger spätgotischer Scheingiebel mit mehreren Fialen.
Die nach mitteleuropäischen Vorbildern basilikal angelegte Kathedrale ist dreischiffig, hat aber nur vier Joche, deren Sterngewölbe von Bündelpfeilern getragen werden. Das Mittelschiff ist nur zweigeschossig und verfügt weder über Emporen noch über ein Triforium. Vierung und Querschiff befinden sich unmittelbar vor den polygonal gebrochenen Apsiden des Chors.
Mehrere Seitenkapellen sind überkuppelt; einige verfügen sogar über Laternen.

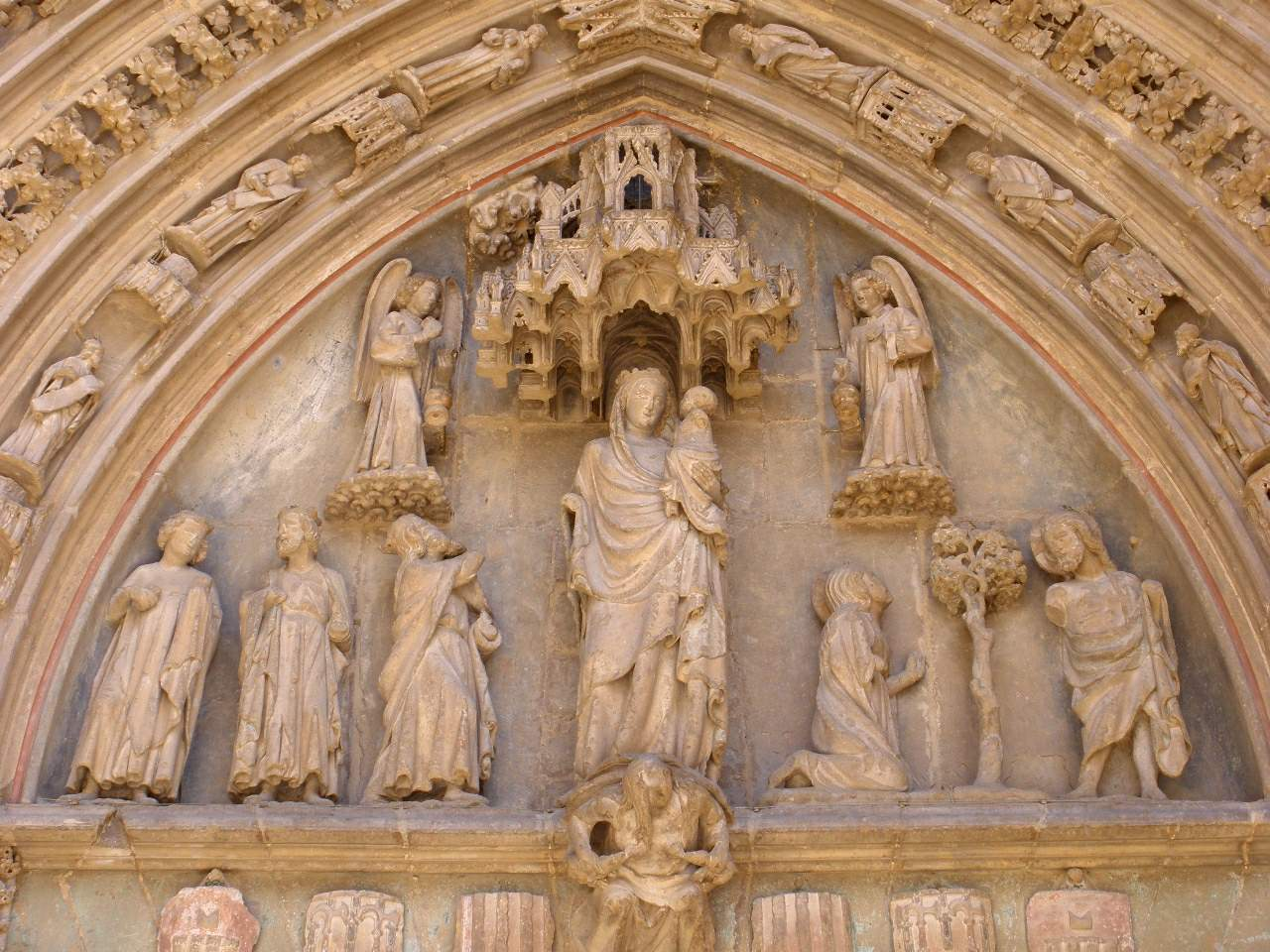
Marienfigur im Tympanon
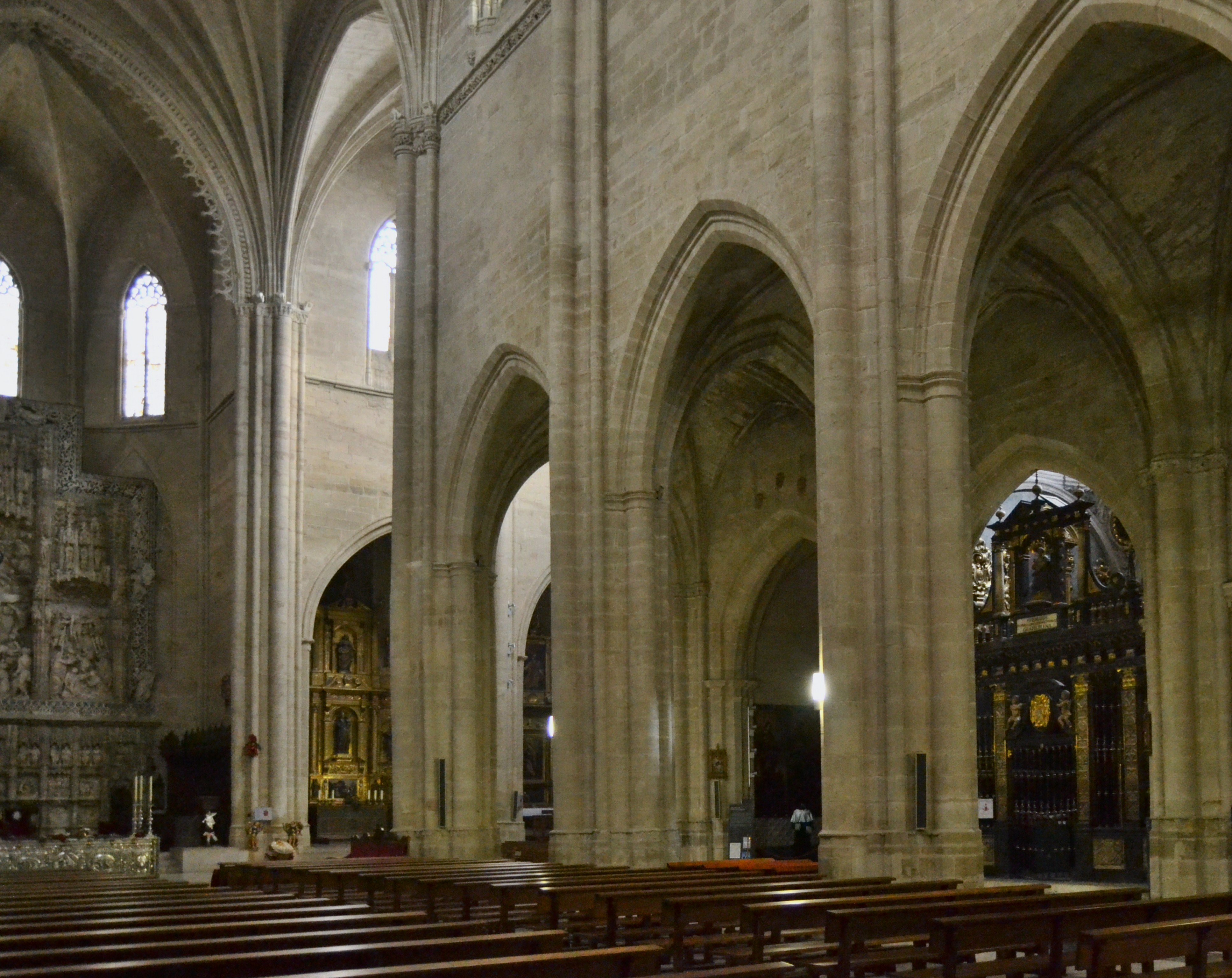
Langhaus, Vierung und Chor
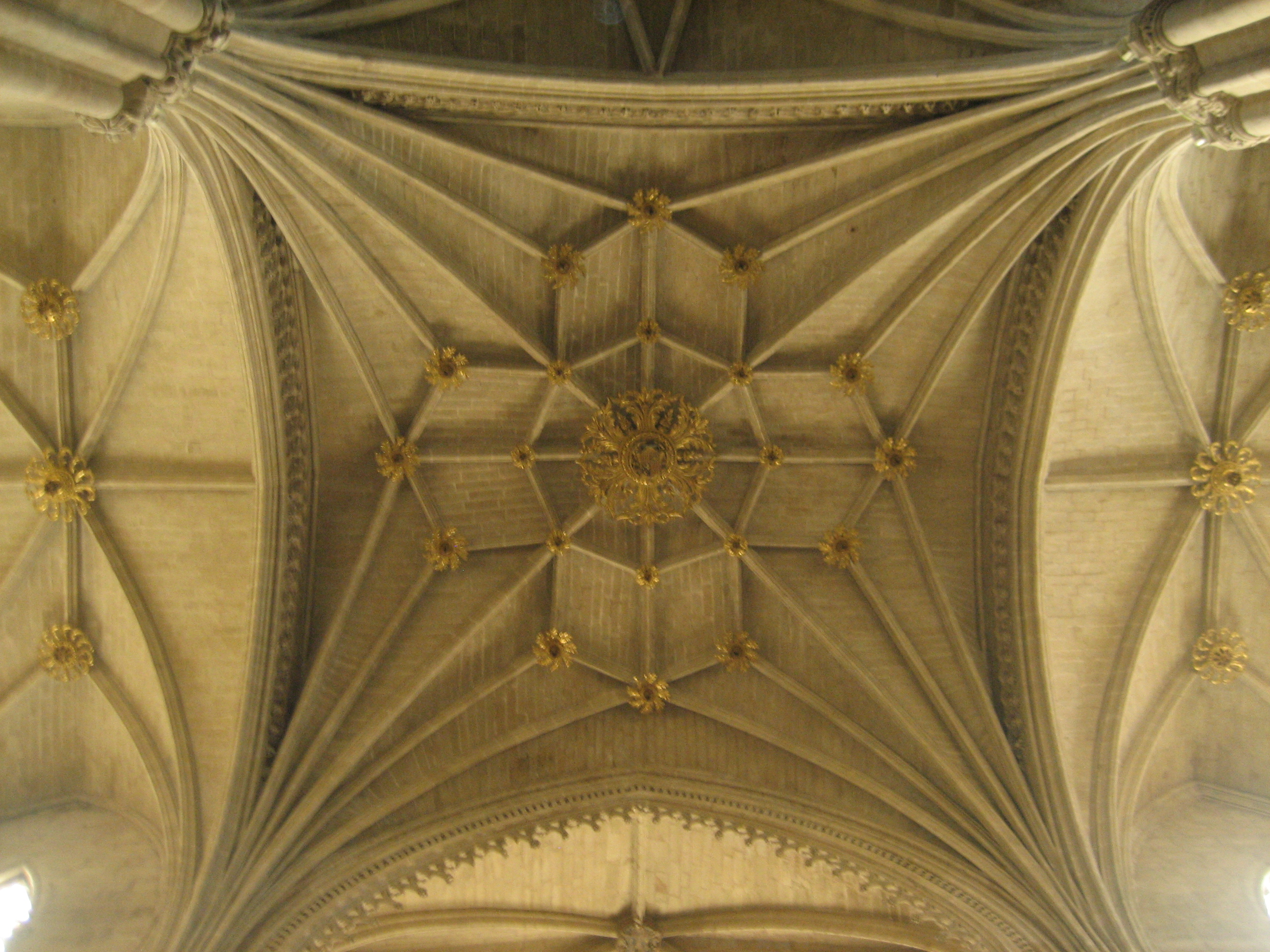
Gewölbe im Vierungsbereich

## Ausstattung

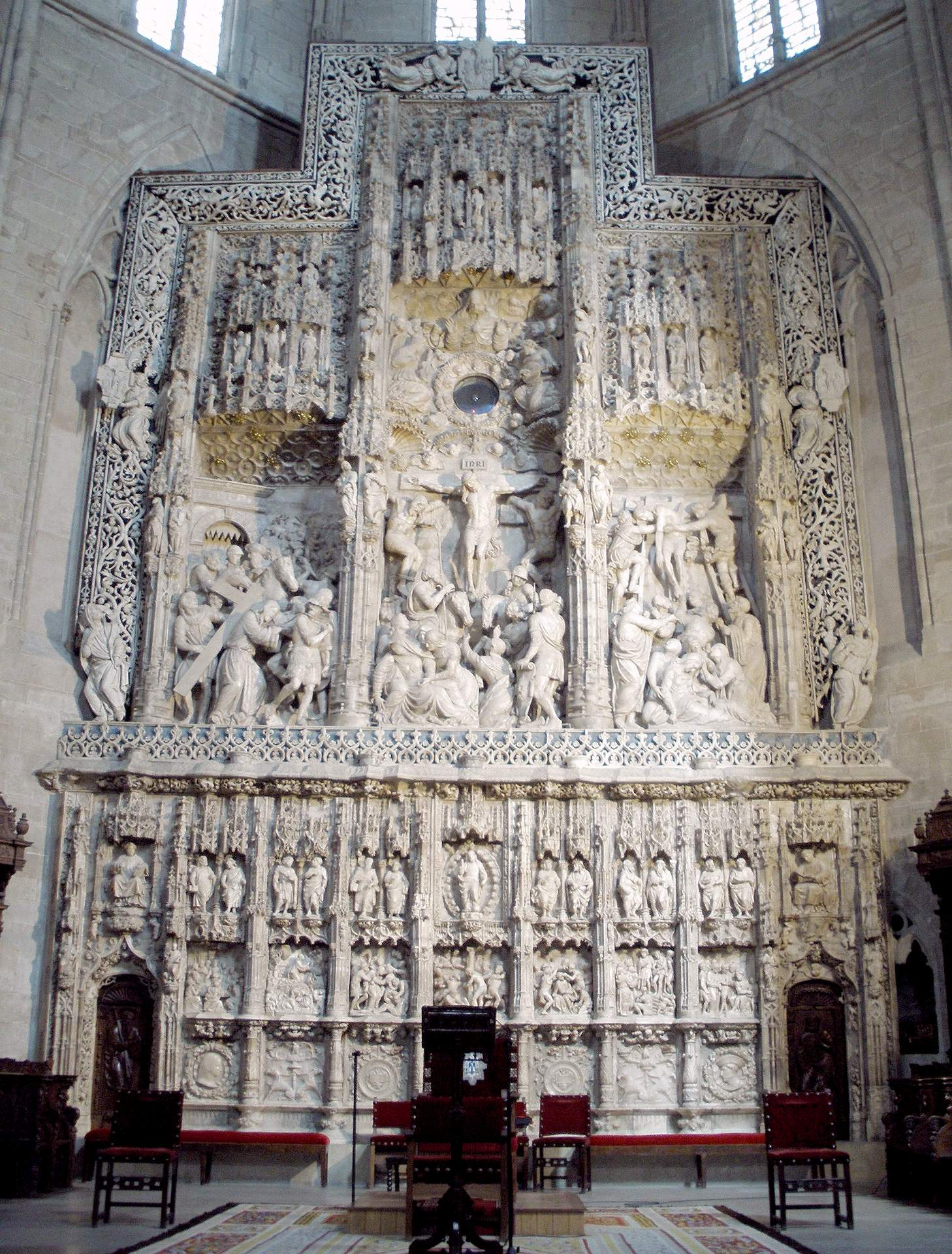
Retabel des Hauptaltars

- Bedeutendstes Stück der Ausstattung ist der in den Jahren 1520 bis 1534 vom valenzianischen Bildhauer Damià Forment geschaffene Rückwand des Hauptaltars aus Alabaster mit lebensnah gestalteten Szenen der Passion Christi (Kreuztragung, Kreuzigung und Kreuzabnahme). Er ist dem etwa gleichzeitig entstandenen und vom selben Künstler geschaffenen Hauptaltar der Basílica del Pilar in Saragossa sehr ähnlich. Besonderes Augenmerk legte Forment auch auf die äußerst feinteilige Rahmung und die üppige Gestaltung der Baldachine über den jeweiligen Szenen. Auch die Figurenpaare im unteren Bereich verdienen Beachtung.
- In den insgesamt 14 Seitenkapellen befinden sich zahlreiche Barockaltäre.

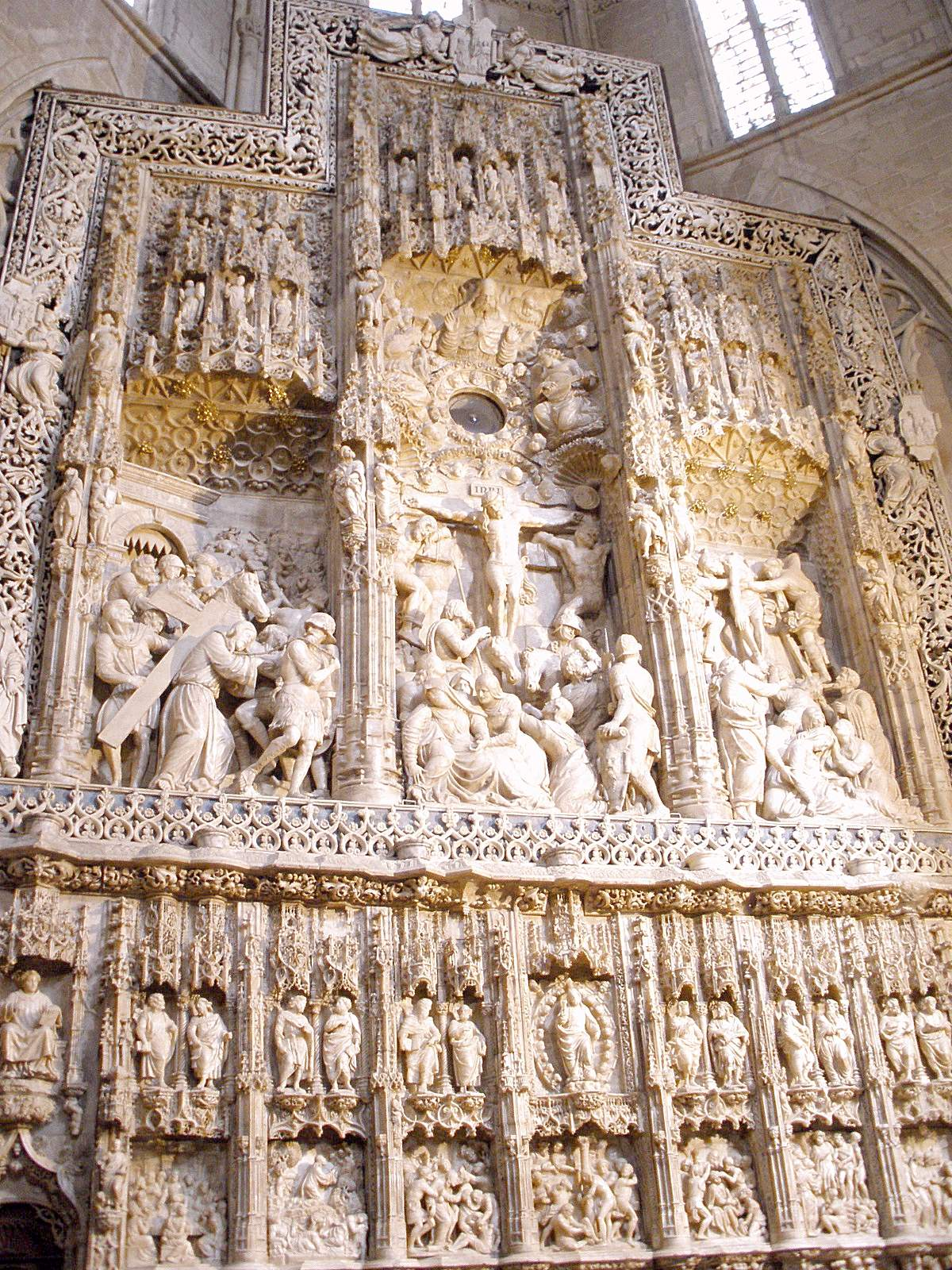
Hauptaltar
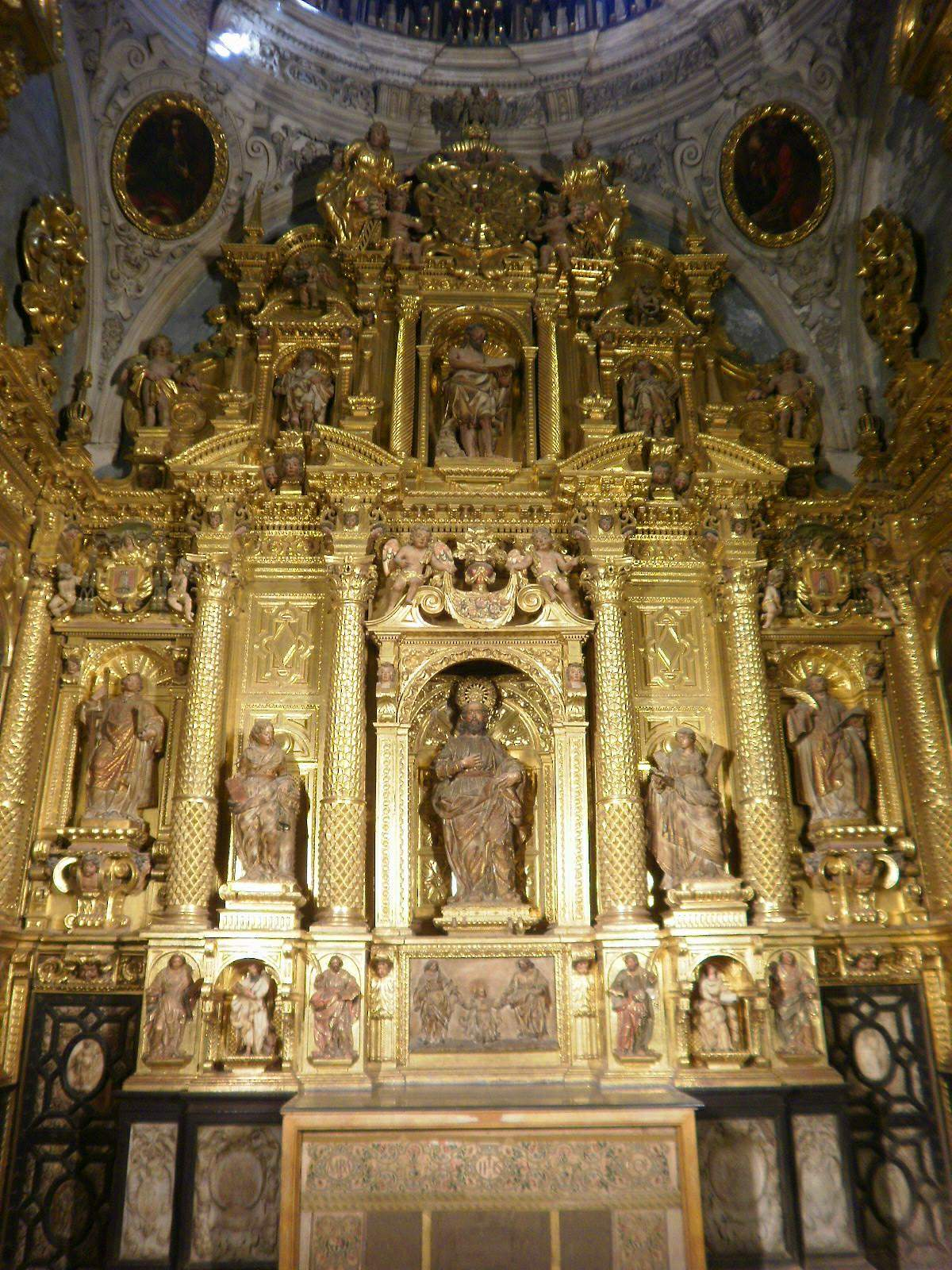
Altar der Joachimskapelle
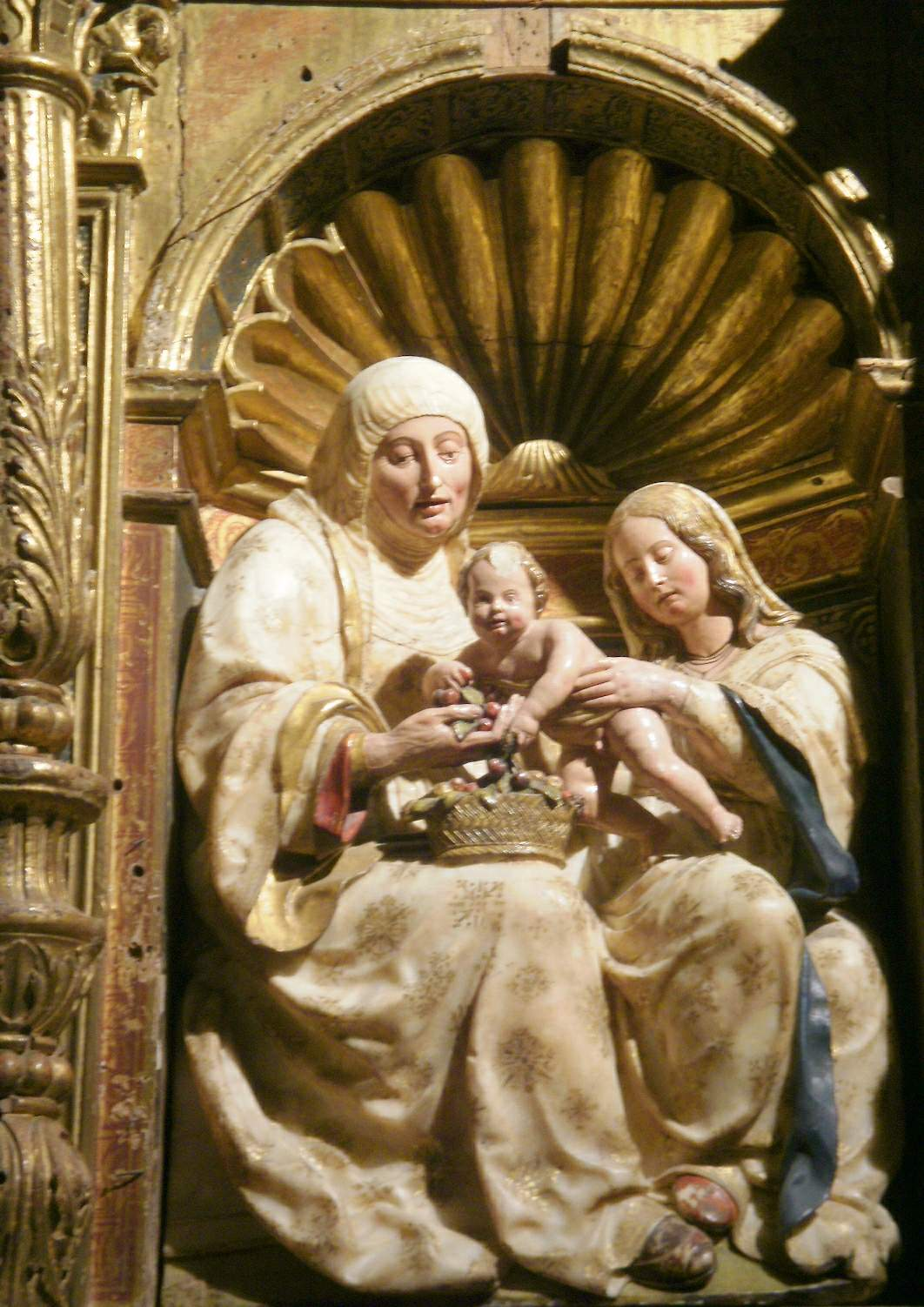
Maria mit Jesuskind und hl. Anna
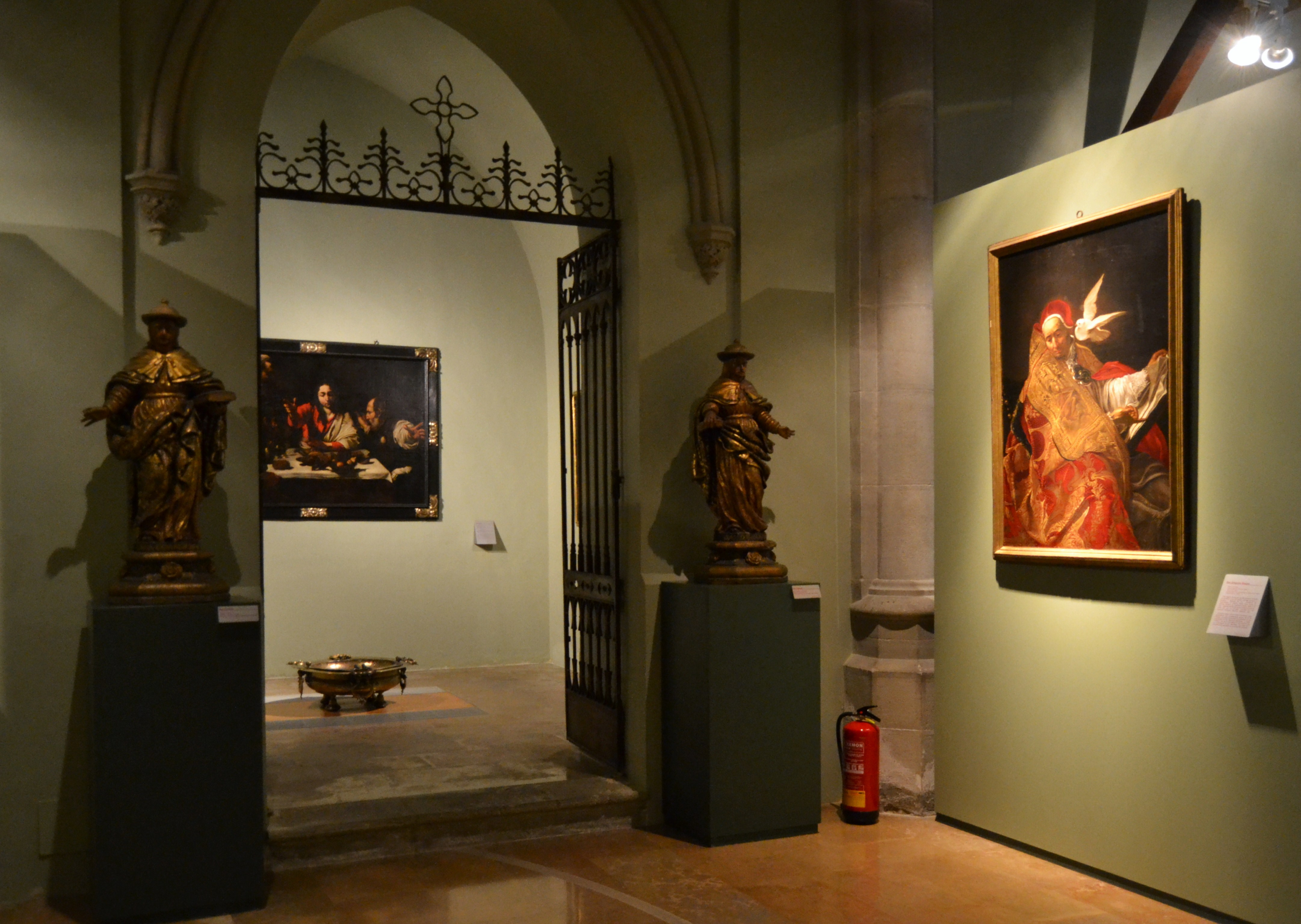
Diözesanmuseum

## Kreuzgang und Museum
In den Annexräumen des ehemaligen Kreuzgangs befindet sich heute das Diözesanmuseum. Hier ist u. a. eine romanische Madonnenfigur vom Typus der Sedes sapientiae ausgestellt.